# Моритака, Тисато
Тисато Моритака (яп. 森高 千里 Моритака Тисато, род. 11 апреля 1969) — японская певица и автор песен. Исполнитель агентства Up-Front Create, филиала Up-Front Group.
Карьера Моритаки началась в 1987 году с выпуском дебютного альбома New Season. В отличие от множества других японских певиц-идолов, она самостоятельно писала слова для большинства своих песен. Для записи многих композиций Моритака играла на барабанах, пианино, гитаре и других инструментах. На её музыкальный стиль повлияли такие исполнители, как Pink Lady, Джанет Джексон, Роджер Эндрю Тейлор и The Beatles. С 1987 по 1999 годы было продано свыше 6,4 млн синглов и 5,5 млн альбомов Моритаки.

## Биография

### Ранние годы
Тисато Моритака родилась 11 апреля 1969 года в городе Ибараки префектуры Осака и выросла в городе Кумамото на острове Кюсю. Её отец, Сигэкадзу Моритака, состоял в рокабилли-группе Orange Hill (яп. オレンジ・ヒル орэндзи хиру). Название коллектива носит кофейня, которую он держит в городе Асо префектуры Кумамото. Мать, Тидзуко Моритака, в прошлом актриса. Во время учёбы в девичьей школе Кюсю (в настоящее время — лютеранский колледж Кюсю) Тисато играла на барабанах в музыкальном коллективе, который в основном исполнял песни японской рок-группы Rebecca.

### Начало и расцвет карьеры
Первого успеха в индустрии развлечений Моритака достигла в 1986 году, когда она выиграла гран-при первого конкурса Pocari Sweat Image Girl Contest. Она снялась в нескольких рекламных роликах напитка Pocari Sweat вместе с Сигэсато Итои — одним из судей конкурса. Примерно в это же время Моритака перешла в старшую школу Хорикоси в Токио.
В 1987 году Моритака снялась в фильме Aitsu ni Koishite кинокомпании Toho, премьера которого состоялась 30 мая. 25 мая того же года вышел её первый сингл «New Season». Проведя свой первый концерт в Shibuya Live Inn 7 сентября, Моритака сосредоточилась на музыкальной карьере. В 1988 году она впервые написала слова для своей песни — «The Mi-ha», композитором которой выступил Хидэо Сайто. В ходе её первого тура во время репетиции Моритака с болью в животе на неделю попала в больницу. Время, проведённое там, вдохновило певицу написать слова для «The Stress».
25 мая 1989 года Моритака выпустила кавер-версию песни Саори Минами 1971 года «17-sai». Сингл достиг 8-го места в еженедельном хит-параде Oricon. Пятый альбом Моритаки Kokon Tozai 1990 года стал её единственным альбомом, занявшим 1-е место в Oricon.
25 июня 1992 года певица выпустила сингл «Watashi ga Obasan ni Natte mo» (яп. 私がオバさんになっても ватаси га обасан ни наттэ мо, «Даже если я буду старушкой»). Слова для его заглавной композиции Моритака написала в 20 лет, после того как сотрудник её агентства сказал, что женщины достигают расцвета в 19 лет. Песня заняла 15-е место в чарте Oricon и стала хитом среди женщин, особенно после того как актриса Хикари Исида объявила её «песней, которая дала всем женщинам смелости!» (яп. すべての女性に勇気を与えた歌です！ субэтэ но дзёсэй ни ю:ки во атаэта ута дэсу!) во время 43-е конкурсного шоу «Кохаку ута гассэн». Начиная с альбома Pepperland Моритака самостоятельно исполняет партии на барабанах, гитаре, бас-гитаре, пианино и других инструментах для записи большинства её песен. Также певица начала чаще играть на музыкальных инструментах на концертах. Кроме того, она отошла от ярких нарядов к более современному образу.
В 1993 году Моритака впервые выпустила сингл, который возглавил чарт Oricon, — «Kaze ni Fukarete» (яп. 風に吹かれて кадзэ ни фукарэтэ, «Уносимая ветром»). В 1994 году ей пришлось отменить турне по Японии из-за дисфункции височно-нижнечелюстного сустава, которая два года не позволяла певице гастролировать. В период выздоровления Моритака играла на барабанах в группе Сигэру Идзумии на благотворительном концерте в «Ниппон Будокане», направленном на помощь пострадавшим от землетрясения в Кобе 17 января 1995 года. В этой же группе состоял актёр и бас-гитарист Ёсукэ Эгути, за которого Моритака вышла замуж спустя четыре года. В апреле 1996 года певица продолжила гастролировать, проведя турне Do the Best, начавшееся с концерта в «Иокогама Арене». Десятый альбом Peachberry Моритака записывала в знаменитой студии «Эбби-Роуд», также она посетила Ливерпуль, что имело большое значение для неё как поклонницы The Beatles. Продюсером двенадцатого альбома певицы Kotoshi no Natsu wa More Better, изданного 21 мая 1998 года, выступил Харуоми Хосоно. Между тем продажи её записей снижались, а синглы больше не попадали в десятку чарта.

### Перерыв и возвращение
Моритака сделала перерыв в карьере в конце 1999 года, после того как вышла замуж, чтобы сосредоточиться на семье. В этот период она вместе с Эгути несколько раз снималась в рекламе House Foods Java Curry. В начале 2007 года Моритака записала песню для рекламного ролика автомобиля Nissan Lafesta. В 2008 году она участвовала в юбилейном концерте рок-группы Sharam Q, посвящённом её 20-летию, исполнив песни «Watarasebashi» и «Kibun Sokai». Через год певица впервые за более чем 10 лет поучаствовала в телепередаче, появившись в Bokura no Ongaku. С 2010 по 2018 годы Моритака была ведущей передачи о путешествиях Chikyu Zekkei Kiko (яп. 地球絶景紀行 тикю: дзэккэй кико:, «Путешествие по великолепным видам Земли») на телеканале TBS TV. 9 апреля 2011 года она присоединилась к другим исполнителям агентства Up-Front Group в благотворительной акции Ganbaro Nippon Ai wa Katsu ~From Yokohama with love~ (яп. がんばろうニッポン 愛は勝つ 〜From Yokohama with love〜, «Ты сделаешь это, Япония, любовь победит ~С любовью из Иокогамы~») в парке Ямасита для помощи жертвам землетрясения у восточного побережья острова Хонсю.
25 мая 2012 года Моритака отметила 25-летие своей музыкальной карьеры, обновив официальный сайт и запустив новые страницы в YouTube, Facebook и Google+. Кроме того, она поставила перед собой задачу сделать кавер-версии для 200 собственных песен, которую она выполнила в 2017 году, закончив с «Oshare Fu». 8 августа 2012 года на лейбле Warner Music Japan вышел её сборник The Singles, занявший 5-е место в чарте Oricon. Он стал первой записью певицы после Peachberry, попавшей в пятёрку хит-парада. В 2013 году Моритака и диджей Tofubeats записали сингл «Don’t Stop the Music». Также она исполнила песню «Kumamonmon», посвящённую трёхлетию Кумамона.
В 2018 году Моритака и хореограф Микико Мидзуно были включены в четвёртую премию «Женщины совершенства». 27 и 28 мая певица провела двухдневный концерт в мемориальном зале «Хитоми», исполнив сборник The Singles целиком. Запись выступления была выпущена 22 мая 2019 года на видеоальбоме под названием 30th Anniversary Final Project "The Singles" Day 1・Day 2 Live 2018 Complete Version. В 2019 году Моритака устроила первый за 21 год национальный тур — Kono Machi Tour 2019 (яп. この街ツアー2019).
В 2020 году Моритака стала послом бренда Queen of Serum — антивозрастного крема корпорации DHC. 21 марта она спела песню «La La Sunshine» в прямом эфире музыкальной передачи Kinkyu Namahoso!! FNS Ongaku Tokubetsu Bangumi Haru wa Kanarazu Kuru (яп. 緊急生放送！！FNS音楽特別番組 春は必ず来る, «Экстренная прямая трансляция! Специальная музыкальная программа FNS „Весна всегда приходит“») телеканала Fuji TV, чтобы подбодрить общественность во время пандемии COVID-19. 4 мая певица была в числе 121 агента Up-Front Group, которые участвовали через YouTube в проекте по поддержке медицинских работников, находившихся на передовой борьбы с пандемией. 25 июля Моритака провела онлайн-концерт, исполнив 10 своих самых популярных песен, за которые проголосовали её поклонники. 15 октября она провела концерт в зале Zepp DiverCity, на котором она спела 20 собственных песен, отобранных музыкальным критиком Нобуаки Онуки, а также кавер-версии «Banana Chips» Shonen Knife и «Sharp» Negoto. 8 декабря Моритака в Zepp Haneda провела третий и последний онлайн-концерт 2020 года, исполнив лично избранные 16 песен и «More More More» группы Capsule. Записи этих трёх концертов вышли на видеоальбоме Chisato Moritaka Live 2020 28 июля 2021 года.
11 марта 2022 года Моритака участвовала в трибьют-концерте One Last Live памяти Сюити Мураками, исполнив песни «Zaru de Mizu kumu Koigokoro» и «La La Sunshine». Там же она вместе с певицей Ми (Мицуё Нэмото) исполнила «UFO» дуэта Pink Lady, в котором состояла Ми.
В настоящее время Моритака каждую вторую среду месяца ведёт передачу All Night Nippon Music 10 на радиостанции Nippon Broadcasting System. Также она является ведущей передачи Love Music на телеканале Fuji TV.

## Признание
В 1993 году создатель гитар Билл Лоуренс выпустил именную модель электрогитары MB-68 Chisato Moritaka Signature Model, которую Моритака использовала во время тура Lucky 7 в том же году. В 2007 году в городе Асикага префектуры Тотиги воздвигли стелу в честь песни Моритаки «Watarasebashi» (яп. 渡良瀬橋 ватарасэбаси, «Мост Ватарасэ»). В неё встроен динамик, который воспроизводит часть композиции.
Автор-исполнитель Такуро Ёсида хвалил подход Моритаки к написанию песен и выразил мнение, что она «разрушила лирическое мировоззрение, которое мы, музыканты, создавали десятилетиями». Умение певицы играть на барабанах отмечал джазовый барабанщик Сюити Мураками.
29 марта 2019 года японская телепередача Music Station подвела музыкальные итоги эры Хэйсэй, согласно которым Моритака заняла 2-е место в номинации «Лучший костюм» и 10-е место по количеству выступлений.

## Личная жизнь
Моритака вышла замуж за актёра Ёсукэ Эгути 3 июня 1999 года, узнав, что беременна от него. В феврале 2000 года она родила дочь, в мае 2002 года — сына.
В интервью журналу AndGirl Моритака рассказала, что сохраняет молодой вид и поддерживает стройность ног благодаря регулярному увлажнению кожи и физическим упражнениям, включая час плавания. В интервью с Vogue Japan она сообщила, что занимается горячей йогой.

## Дискография

### Студийные альбомы
| Год  | Детали | Высшие позиции в чарте Oricon | Продажи | Сертификация |
| ---- | --- | ----------------------------- | ------- | ------------ |
| 1987 | New Season - Выпуск: 25 июля - Лейбл: Warner Pioneer - Форматы: LP, CD, кассета                             | 21                            | 43 000  |              |
| 1988 | Mi-ha (ミーハー) - Выпуск: 25 марта - Лейбл: Warner Pioneer - Форматы: LP, CD, кассета                      | 17                            | 72 000  |              |
| 1988 | Mite (見て) - Выпуск: 17 ноября - Лейбл: Warner Pioneer - Форматы: LP, CD, кассета                          | 5                             | 66 000  |              |
| 1989 | Hijitsuryokuha Sengen (非実力派宣言) - Выпуск: 25 июля - Лейбл: Warner Pioneer - Форматы: CD, кассета       | 2                             | 216 000 | - золото     |
| 1990 | Kokon Tozai (古今東西) - Выпуск: 17 октября - Лейбл: Warner Pioneer - Форматы: CD, кассета                  | 1                             | 354 000 | - золото     |
| 1992 | Rock Alive - Выпуск: 25 марта - Лейбл: Warner Music Japan - Форматы: CD, кассета                            | 3                             | 314 000 | - платина    |
| 1992 | Pepperland (ペパーランド) - Выпуск: 18 ноября - Лейбл: Warner Music Japan - Форматы: CD, кассета            | 5                             | 197 000 | - золото     |
| 1993 | Lucky 7 - Выпуск: 10 мая - Лейбл: Warner Music Japan - Форматы: CD, кассета                                 | 3                             | 421 000 | - платина    |
| 1994 | Step by Step - Выпуск: 25 июля - Лейбл: One Up Music - Форматы: CD, кассета                                 | 3                             | 573 000 | - платина    |
| 1996 | Taiyo - Выпуск: 15 июля - Лейбл: One Up Music - Форматы: CD, кассета                                        | 3                             | 386 000 | - платина    |
| 1997 | Peachberry - Выпуск: 16 июля - Лейбл: One Up Music - Формат: CD                                             | 4                             | 322 000 | - золото     |
| 1998 | Kotoshi no Natsu wa More Better (今年の夏はモア・ベター) - Выпуск: 21 мая - Лейбл: Zetima - Форматы: CD, LP | 10                            | 62 000  |              |
| 1998 | Sava Sava - Выпуск: 9 сентября - Лейбл: Zetima - Формат: CD                                                 | 7                             | 92 000  |              |

### Сборники
| Год  | Детали                                                                                              | Высшие позиции в чарте Oricon | Продажи   | Сертификация           |
| ---- | --------------------------------------------------------------------------------------------------- | ----------------------------- | --------- | ---------------------- |
| 1995 | Do the Best - Выпуск: 25 марта - Лейбл: One Up Music - Форматы: CD, кассета, MD                     | 2                             | 1 340 000 | - миллион - 3× платина |
| 1999 | The Best Selection of First Moritaka 1987—1993 - Выпуск: 15 февраля - Лейбл: WEA Japan - Формат: CD | 6                             | 74 000    |                        |
| 1999 | Harvest Time - Выпуск: 25 ноября - Лейбл: WEA Japan - Формат: CD                                    | 82                            | 3000      |                        |
| 2004 | My Favorites - Выпуск: 26 ноября - Лейбл: Zetima - Формат: CD                                       | 71                            | 7000      |                        |
| 2004 | Best - Выпуск: 2004 - Лейбл: Warner Music Japan - Формат: CD                                        | —                             |           |                        |
| 2004 | Best & Best - Выпуск: 2004 - Лейбл: Warner Music Japan - Формат: CD                                 | —                             |           |                        |
| 2011 | Super Best Collection - Выпуск: 9 марта - Лейбл: Warner Music Japan - Формат: CD                    | —                             |           |                        |
| 2011 | Super Best - Выпуск: 21 декабря - Лейбл: Ivy Records - Формат: CD                                   | —                             |           |                        |
| 2011 | Chisato Moritaka Best 1993—1999 - Выпуск: 2011 - Лейбл: Up-Front Works - Формат: CD                 | —                             |           |                        |
| 2012 | The Singles (ザ・シングルス) - Выпуск: 8 августа - Лейбл: Warner Music Japan - Формат: CD           | 5                             |           |                        |
| 2015 | UHQCD The First Best Selection ’87~’92 - Выпуск: 25 ноября - Лейбл: Warner Music Japan - Формат: CD | 103                           |           |                        |
| 2015 | UHQCD The First Best Selection ’93~’99 - Выпуск: 25 ноября - Лейбл: Zetima - Формат: CD             | 111                           |           |                        |

### Альбомы ремиксов
| Год  | Детали                                                                                         | Высшие позиции в чарте Oricon | Продажи | Сертификация |
| ---- | ---------------------------------------------------------------------------------------------- | ----------------------------- | ------- | ------------ |
| 1989 | Moritaka Land (森高ランド) - Выпуск: 10 декабря - Лейбл: Warner Pioneer - Форматы: CD, кассета | 2                             | 313 000 | - платина    |
| 1991 | The Moritaka (ザ・森高) - Выпуск: 10 июля - Лейбл: Warner Pioneer - Форматы: CD, касета, LP    | 2                             | 353 000 | - платина    |
| 1999 | mix age* - Выпуск: 3 ноября - Лейбл: Zetima - Формат: CD                                       | 30                            | 15 000  |              |

### Мини-альбомы
| Год  | Детали                                                                                     | Высшие позиции в чарте Oricon | Продажи |
| ---- | ------------------------------------------------------------------------------------------ | ----------------------------- | ------- |
| 1988 | Romantic (ロマンティック) - Выпуск: 10 июля - Лейбл: Warner Pioneer - Форматы: CD, кассета | 22                            | 24 000  |
| 1997 | Let’s Go! - Выпуск: 25 февраля - Лейбл: Sha-Lee-See - Формат: мини-альбом                  | —                             |         |

### Концертные альбомы
| Год  | Детали | Высшие позиции в чарте Oricon |
| ---- | --- | ----------------------------- |
| 2013 | YouTube Public Recording & Live at Yokohama Blitz - Выпуск: 15 мая - Лейбл: Up-Front Works - Формат: CD+DVD                         | 69                            |
| 2021 | Kono Machi Tour 2019 (Live at Sendai Sun Plaza Hall, 2019.12.21) - Выпуск: 23 апреля - Лейбл: Warner Music Japan - Формат: стриминг | —                             |

### Концертные видеоальбомы
| Название                                                                                                   | Детали | Высшие позиции | Высшие позиции |
| Название                                                                                                   | Детали | DVD            | Blu-ray        |
| --- | --- | -------------- | -------------- |
| Get Smile — Live at Nihon Seinenkan                                                                        | - Выпуск: 25 марта 1988 - Лейбл: Warner Pioneer - Форматы: LD, VHS                                              | —              | —              |
| Mite Special Live at Shiodome PIT II 4.15’89                                                               | - Выпуск: 25 июня 1989 - Лейбл: Warner Pioneer - Форматы: LD, VHS                                               | —              | —              |
| The Third Live Video Hijitsuryokuha Sengen                                                                 | - Выпуск: 10 марта 1990 - Лейбл: Warner Pioneer - Форматы: LD, VHS                                              | —              | —              |
| Kokon Tozai ~ Oni ga Deru ka Hebi ga Deru ka Tour Live Video Vol. 4                                        | - Выпуск: 17 июня 1991 - Лейбл: Warner Pioneer - Форматы: LD, VHS                                               | —              | —              |
| Live Rock Alive                                                                                            | - Выпуск: 25 февраля 1993 - Лейбл: Warner Music Japan - Форматы: LD, VHS                                        | —              | —              |
| Lucky 7 Live                                                                                               | - Выпуск: 25 февраля 1994 - Лейбл: One Up Music - Форматы: LD, VHS                                              | —              | —              |
| 1996 "Do the Best" at Yokohama Arena                                                                       | - Выпуск: 25 июля 1996 - Лейбл: One Up Music - Форматы: LD, VHS                                                 | —              | —              |
| "Taiyo" On & Off                                                                                           | - Выпуск: 10 марта 1997 - Лейбл: One Up Music - Форматы: LD, VHS                                                | —              | —              |
| 1997 Peachberry Show                                                                                       | - Выпуск: 15 февраля 1998 - Лейбл: One Up Music - Форматы: LD, VHS                                              | —              | —              |
| 1998 Sava Sava Tour                                                                                        | - Выпуск: 14 апреля 1999 - Лейбл: Zetima - Форматы: LD, VHS                                                     | —              | —              |
| Chisato Moritaka DVD Collection No. 1: Get Smile — Live at Nihon Seinenkan                                 | - Выпуск: 23 августа 2000 - Лейбл: Warner Music Japan - Формат: DVD                                             | —              | —              |
| Chisato Moritaka DVD Collection No. 2: Mite Special Live at Shiodome PIT II 4.15’89                        | - Выпуск: 23 августа 2000 - Лейбл: Warner Music Japan - Формат: DVD                                             | —              | —              |
| Chisato Moritaka DVD Collection No. 3: The Third Live Video Hijitsuryokuha Sengen                          | - Выпуск: 23 августа 2000 - Лейбл: Warner Music Japan - Формат: DVD                                             | —              | —              |
| Chisato Moritaka DVD Collection No. 4: Kokon Tozai ~ Oni ga Deru ka Hebi ga Deru ka Tour Live Video Vol. 4 | - Выпуск: 23 августа 2000 - Лейбл: Warner Music Japan - Формат: DVD                                             | —              | —              |
| Chisato Moritaka DVD Collection No. 7: Live Rock Alive                                                     | - Выпуск: 18 октября 2000 - Лейбл: Zetima - Формат: DVD                                                         | —              | —              |
| Chisato Moritaka DVD Collection No. 8: Lucky 7 Live                                                        | - Выпуск: 18 октября 2000 - Лейбл: Zetima - Формат: DVD                                                         | —              | —              |
| Chisato Moritaka DVD Collection No. 10: 1996 "Do the Best" Live at Yokohama Arena                          | - Выпуск: 22 ноября 2000 - Лейбл: Zetima - Формат: DVD                                                          | —              | —              |
| Chisato Moritaka DVD Collection No. 11: "Taiyo" On & Off                                                   | - Выпуск: 22 ноября 2000 - Лейбл: Zetima - Формат: DVD                                                          | —              | —              |
| Chisato Moritaka DVD Collection No. 12: 1997 Peachberry Show                                               | - Выпуск: 22 ноября 2000 - Лейбл: Zetima - Формат: DVD                                                          | —              | —              |
| Chisato Moritaka DVD Collection No. 14: 1998 Sava Sava Tour                                                | - Выпуск: 20 декабря 2000 - Лейбл: Zetima - Формат: DVD                                                         | —              | —              |
| Moritaka Land Tour 1990.3.3 at NHK Hall                                                                    | - Выпуск: 18 сентября 2013 - Лейбл: Warner Music Japan - Форматы: DVD+2CD, Blu-ray+2CD, Blu-ray+DVD+3CD box set | 32             | 5              |
| Kokon Tozai ~ Oni ga Deru ka Hebi ga Deru ka Tour ’91 ~ Kanzen-han                                         | - Выпуск: 17 сентября 2014 - Лейбл: Warner Music Japan - Форматы: DVD+2CD, Blu-ray+2CD, 2Blu-ray+2CD            | 83             | 13             |
| 1990-nen no Moritaka Chisato (1990年の森高千里)                                                            | - Выпуск: 27 мая 2015 - Лейбл: Warner Music Japan - Форматы: 2DVD+CD, 2Blu-ray+CD, 2Blu-ray+CD box set          | 64             | 27             |
| The Moritaka Tour 1991.8.22 at Shibuya Public Hall                                                         | - Выпуск: 26 июля 2017 - Лейбл: Warner Music Japan - Форматы: DVD+2CD, Blu-ray+2CD, 2Blu-ray+3CD+2LP            | 80             | 28             |
| 30th Anniversary Final Project "The Singles" Day 1・Day 2 Live 2018 Complete Version                       | - Выпуск: 22 мая 2019 - Лейбл: Warner Music Japan - Форматы: 2DVD, 2Blu-ray                                     | 9              | 7              |
| Kono Machi Tour 2019                                                                                       | - Выпуск: 26 августа 2020 - Лейбл: Warner Music Japan - Форматы: 2DVD, Blu-ray, 3DVD+2CD, 2Blu-ray+2CD          | 12             | 12             |
| Chisato Moritaka Live 2020                                                                                 | - Выпуск: 28 июля 2021 - Лейбл: Up-Front Works - Формат: 3Blu-ray                                               | —              | 35             |

### Синглы
| Дата выхода      | Название                                                                     | Высшие позиции в чарте Oricon | Продажи | Сертификация | Альбом                          |
| ---------------- | ---------------------------------------------------------------------------- | ----------------------------- | ------- | ------------ | ------------------------------- |
| 25 мая 1987      | «New Season»                                                                 | 23                            | 44 000  |              | New Season                      |
| 25 октября 1987  | «Overheat Night» (オーバーヒート・ナイト)                                    | 24                            | 22 000  |              | Mi-ha                           |
| 25 февраля 1988  | «Get Smile»                                                                  | 28                            | 14 000  |              | Mi-ha                           |
| 25 апреля 1988   | «The Mi-ha» (ザ・ミーハー)                                                   | 29                            | 29 000  |              | Mi-ha                           |
| 25 октября 1988  | «Alone»                                                                      | 25                            | 26 000  |              | Mite                            |
| 25 февраля 1989  | «The Stress» (ザ・ストレス)                                                  | 19                            | 40 000  |              | Mite                            |
| 25 мая 1989      | «17-sai» (17才)                                                              | 8                             | 195 000 |              | Hijitsuryokuha Sengen           |
| 25 сентября 1989 | «Daite» (だいて)                                                             | 8                             | 57 000  |              | Hijitsuryokuha Sengen           |
| 25 января 1990   | «Michi» / «Seishun» (道/青春)                                                | 5                             | 164 000 |              | Moritaka Land                   |
| 25 мая 1990      | «Kusai Mono ni wa Futa wo Shiro!!» (臭いものにはフタをしろ!!)                | 4                             | 117 000 |              | The Moritaka                    |
| 10 сентября 1990 | «Ame» (雨)                                                                   | 2                             | 180 000 | - золото     | Kokon Tozai                     |
| 10 февраля 1991  | «Benkyo no Uta» / «Kono Machi» (勉強の歌/この街)                             | 4                             | 184 000 | - золото     | The Moritaka                    |
| 25 июня 1991     | «Hachigatsu no Koi» (八月の恋)                                               | 6                             | 106 000 |              | The Moritaka                    |
| 25 октября 1991  | «Fight!!» (ファイト!!)                                                       | 10                            | 269 000 | - золото     | Rock Alive                      |
| 25 февраля 1992  | «Concert no Yoru» (コンサートの夜)                                           | 7                             | 104 000 |              | Rock Alive                      |
| 25 июня 1992     | «Watashi ga Obasan ni Natte mo» (私がオバさんになっても)                     | 15                            | 228 000 | - золото     | Rock Alive                      |
| 25 января 1993   | «Watarasebashi» / «Writer Shibo» (渡良瀬橋/ライター志望)                     | 9                             | 310 000 | - золото     | Lucky 7                         |
| 10 апреля 1993   | «Watashi no Natsu» (私の夏)                                                  | 5                             | 382 000 | - платина    | Lucky 7                         |
| 25 июня 1993     | «Hae Otoko» / «Memories» (ハエ男/Memories)                                   | 12                            | 136 000 | - золото     | Lucky 7                         |
| 11 октября 1993  | «Kaze ni Fukarete» (風に吹かれて)                                            | 1                             | 381 000 | - золото     | Step by Step                    |
| 25 января 1994   | «Rock’n Omelette» (ロックン・オムレツ)                                       | 13                            | 100 000 |              | Do the Best                     |
| 31 января 1994   | «Kibun Sokai» (気分爽快)                                                     | 3                             | 438 000 | - платина    | Step by Step                    |
| 10 мая 1994      | «Natsu no Hi» (夏の日)                                                       | 5                             | 409 000 | - платина    | Step by Step                    |
| 10 октября 1994  | «Suteki na Tanjobi» / «Watashi no Daiji na Hito» (素敵な誕生日/私の大事な人) | 1                             | 380 000 | - золото     | Do the Best                     |
| 10 февраля 1995  | «Futari wa Koibito» (二人は恋人)                                             | 5                             | 444 000 | - платина    | Do the Best                     |
| 10 октября 1995  | «Yasumi no Gogo» (休みの午後)                                                | 5                             | 219 000 | - золото     | Taiyo                           |
| 1 декабря 1995   | «Jin Jin Jingle Bell» (ジン ジン ジングルベル)                               | 2                             | 253 000 | - золото     | —                               |
| 19 февраля 1996  | «So Blue»                                                                    | 7                             | 270 000 | - золото     | Taiyo                           |
| 10 июня 1996     | «La La Sunshine» (ララ サンシャイン)                                         | 5                             | 179 000 | - золото     | Taiyo                           |
| 11 ноября 1996   | «Giniro no Yume» (銀色の夢)                                                  | 9                             | 236 000 | - золото     | Peachberry                      |
| 25 февраля 1997  | «Let’s Go!»                                                                  | 19                            | 93 000  | - золото     | Peachberry                      |
| 11 июня 1997     | «Sweet Candy»                                                                | 10                            | 93 000  |              | Peachberry                      |
| 15 октября 1997  | «Miracle Light» (ミラクルライト)                                             | 20                            | 30 000  |              | Kotoshi no Natsu wa More Better |
| 19 ноября 1997   | «Snow Again»                                                                 | 9                             | 134 000 |              | Sava Sava                       |
| 4 марта 1998     | «Denwa» (電話)                                                               | 17                            | 58 000  |              | Sava Sava                       |
| 15 июля 1998     | «Umi made 5-fun» (海まで5分)                                                 | 20                            | 32 000  |              | Sava Sava                       |
| 1 октября 1998   | «Tsumetai Tsuki» (冷たい月)                                                  | 33                            | 14 000  |              | —                               |
| 17 марта 1999    | «Watashi no Yo ni» (私のように)                                              | 37                            | 11 000  |              | mix age*                        |
| 19 мая 1999      | «Mahiru no Hoshi» (まひるの星)                                               | 41                            | 23 000  |              | —                               |
| 1 октября 1999   | «Ichido Asobi ni Kite yo ’99» (一度遊びに来てよ’99)                          | 60                            | 7000    |              | mix age*                        |
| 16 апреля 2008   | «La La Sunshine»                                                             | —                             |         |              | —                               |
| 25 ноября 2009   | «Ame» / «Watarasebashi»                                                      | —                             |         |              | —                               |
| 3 ноября 2019    | «Overheat Night (Extended Mix)»                                              | 80                            |         |              | —                               |

## Фильмография

### Фильмы
- Aitsu no Koishite (1987) — Тисато Мацумаэ
- Sharam Q no Enka no Hanamichi (1997) — в роли самой себя

### Телесериалы
- TV Hacker (яп. TVハッカー) (Fuji TV, 19 апреля — 27 сентября 1987) — ассистент
- Announcer Puttsun Monogatari (яп. アナウンサーぷっつん物語) (Fuji TV, 4 мая 1987) — гостевое участие (эпизод 5)
- Ginga TV Shosetsu (яп. 銀河テレビ小説) — Manga Michi: Seishun-hen (яп. まんが道・青春編) (NHK, 27 июля 1987) — Маюми Кода (эпизод 6)
- Getsuyo Drama Land (яп. 月曜ドラマランド) — Gakuen Johobu H.I.P. (яп. ガクエン情報部H.I.P.) (Fuji TV, 21 сентября 1987) — Юко Итиносэ
- Tanpen Drama Series Kazoku (яп. 短編ドラマシリーズ 家族) — Kawa wa Nagareru (яп. 川は流れる) (NHK, 1 декабря 1987)
- Drama Onna no Shiki (яп. ドラマ女の四季 ) — Haha to Ko no Sotsugyoshiki (яп. 母と子の卒業式) (TV Tokyo, 28 марта 1988)

Участие в «Кохаку ута гассэн»
| Год / трансляция | № выступления | Песня                           | Порядок выступления | Оппонент         | Примечания                                                               |
| ---------------- | ------------- | ------------------------------- | ------------------- | ---------------- | ------------------------------------------------------------------------ |
| 1992 / 43-я      | дебют         | «Watashi ga Obasan ni Natte mo» | 12/28               | Кэнъити Микава   | Также Моритака исполнила «Candy Candy» с Хикару Нисидой и Михо Накаямой. |
| 1993 / 44-я      | 2             | «Watashi no Natsu»              | 12/26               | Масахару Фукуяма |                                                                          |
| 1994 / 45-я      | 3             | «Suteki na Tanjobi»             | 14/25               | Хидэки Сайдзё    |                                                                          |
| 1995 / 46-я      | 4             | «Futari wa Koibito»             | 8/25                | SMAP             |                                                                          |
| 1996 / 47-я      | 5             | «La La Sunshine»                | 8/25                | Хироми Го        |                                                                          |
| 1997 / 48-я      | 6             | «Sweet Candy»                   | 9/25                | Киёси Маэкава    |                                                                          |